# Фей Рей
Вайна Фей Рей (англ. Vina Fay Wray; 15 вересня 1907 — 8 серпня 2004) — американська акторка та сценаристка. Виконавиця культової для світового кінематограіу ролі Енн Дерроу у фільмі «Кінг-Конг» (1933 рік). Автобіографка. Удостоєна зірки на Голлівудській алеї слави.

## Біографія
Народилась 15 вересня 1907 року у місті Кардстон (Альберта, Канада). Її сім'я переїхала в США, коли Фей було 3 роки — спочатку в Аризону та Юту, а потім — в Лос-Анджелес.
Знімалася в епізодичних ролях в кіно з 1919 року. Популярність здобула, виконавши головну роль у фільмі Еріха фон Строгейма «Медовий місяць» (1928). Потрапивши в категорію «зірок», знімалася в головних ролях в цілому ряді фільмів, де її партнерами були Гері Купер, Рональд Колман, Фредрік Марч, Вільям Пауелл, Річард Арлен.
У 1928 році Фей Рей одружилася з драматургом і сценаристом Джоном Монком Сандерсом. Розлучилася в 1939 році.
Пік її кар'єри ознаменувався виконанням ролі Енн Дерроу у фільмі «Кінг-Конг» (1933), яка зробила її однією з культових персонажів в історії масового кіно, «дівчиною Конга». На хвилі цієї популярності Фей Рей знялася в кількох менш значних фільмах жахів у першій половині 1930-х. Згодом вона отримувала ролі в основному в малобюджетних постановках. Перестала зніматися в кіно в 1942 році, одружившись зі сценаристом Робертом Ріскіном. Після його смерті в 1955 році на деякий час повернулася в кіно. Остаточно завершила кінокар'єру в 1958 році.
Написала кілька п'єс, які не мали успіху, а також автобіографію «З іншого боку» (1989).
У 2004 році режисер Пітер Джексон запропонував Фей Рей невелину роль в новому «Кінг-Конгу» — вимовити фінальну репліку. Спочатку вона відмовилася. Джексон розраховував домогтися її згоди, однак 8 серпня того ж року Фей Рей померла уві сні у віці 96 років у своїх апартаментах на Мангеттені. Вона все ж згадана в фільмі — Карл Денхам в розмові з Престоном завершує її ім'ям список акторок, яких хотів би запросити для зйомок, — і фільм закінчується присвятою їй. Через два дні після її смерті в пам'ять про акторку все освітлення на Емпайр-Стейт-Білдінг було погашено на 15 хвилин.
За внесок в американську кіноіндустрію Фей Рей удостоєна зірки на Голлівудській «Алеї слави».

## Вибрана фільмографія
- 1928 — «Медовий місяць» (The Wedding March)
- 1929 — «Чотири пера» (The Four Feathers)
- 1931 — Таємниця юриста / The Lawyer's Secret
- 1932 — «Найнебезпечніша гра» (The Most Dangerous Game)
- 1932 — «Доктор Ікс» (Doctor X)
- 1933 — «Кінг-Конг» (King Kong)
- 1933 — «Кажани-вампіри» (The Vampire Bat)
- 1933 — «Таємниця музею воскових фігур» (The Mystery of the Wax Museum)
- 1934 — «Віва Вілья!» (Viva Villa!)
- 1955 — «Павутина» (The Cobweb)
- 1955 — «Королева бджіл» (Queen Bee)
- 1957 — «Теммі і холостяк» (Tammy and the Bachelor)

## Цікаві факти
- Фей Рей була брюнеткою, але для зйомок в «Кінг-Конгу» перефарбувалася в блондинку.